# Вејпорвејв
Вејпорвејв (енгл. vaporwave) јесте музички жанр и уметнички покрет, настао почетком 2010-их година међу онлајн заједницама. Одликује се носталгичном или надреалистичком помамом за ретро културном естетиком (обично естетиком 1980-их, 1990-их и оном с почетка до средине 2000-их), технологијом, потрошачком културом и рекламама, као и за стиловима корпоративне и популарне музике, као што су lounge, smooth jazz и elevator music. У оквиру жанра је распрострањен sampling, односно узимање већ готових узорака песама, најчешће из 80-их и 90-их година прошлог века, и њихово прерађивање на путем неког рачунарског софтвера. 
За стил се везује критичка или сатирична заокупљеност потрошачким капитализмом, популарном културом и мотивима новог доба. Визуелни стил вејпорвејва, који се може видети на омотима албума и видео клиповима који прате музику, назива се "естетика" (енг. aesthetics, често стилизовано као  "Ａ Ｅ Ｓ Ｔ Ｈ Ｅ Ｔ Ｉ Ｃ Ｓ"). Стереотипичну естетику одликују пастелне боје, тропски пејзажи, античке скулптуре, старе видео игре, али поред тога постоји читав спектар визуелних ефеката који одликују вејпорвејв. 

## Историја
Вејпорвејв се појавио на интернету, најпре као стил изведен из дела hypnagogic pop уметника попут Аријел Пинк и Џејмс Ферара. За подстицање првобитног развоја вејпорвејва заслужни су Данијел Лопатин и његов албум из 2010. године, Chuck Person's Eccojams Vol. 1, као и албум Far Side Virtual Џејмса Ферара, и Floral Shoppe Мекинтош Плуса. У наредним годинама, овај жанр је наишао на популарност на веб-сајтовима као што су Bandcamp, Soundcloud, Last.fm и 4chan. Наставио је да се развија и у 2013. години са уметницима попут Blank Banshee и Saint Pepsi, који су усвајали звуке који "сугеришу ка нечему попут виртуалног тржног центра, али га и превазилазе". Почели су да се јављају нови субжанрови, међу којима је и mallsoft, који је инспирисан једноставном музиком која се пушта у тржним центрима ".
Године 2015. МТВ је открио редизајн снажно инспирисан вејпорвејвом и sea punk-ом. С друге стране, друштвена мрежа Тамблер је покренула Тамблер ТВ, са јасно израженим стилом МТВ-ја из 90-их. Вејпорвејв уметници придају значај класичним скулптурама, веб дизајну 90-их, компјутерској визуелизацији, глитч-уметности, видео рекордерима, етама, источноазијској уметности, и сајберпанку.
У новембру 2015. године, према подацима Ролинг Стоун чланка 10 уметника које треба да знате, албум уметника под псеудонимом 2814, Atarashii Ni no Tanjo (新しい日の誕生?, "Рађање новог дана")  пронашао је успех у "малом, страственом џепу интернета". 2814 као утицаје наводи групе Boards of Canada, Steve Roach, Вангелис, Burials и Сигур Рос. Од изласка овог албума, много нових издања у жанру прешло је на више атмосферски и амбијентални стил. У истој години албум I'll Try Living Like This, вејпорвејв уметника Death's Dynamic Shroud.wmv, био је на 15. месту на листи "50 најбољих албума 2015. године" британског часописа Fact.

## Тумачење
Вeјпорвејв је описан као "деградaција комерцијалне музике" у покушају да открије "лажна обећања" капитализма. Музички писац Адам Харпер описује вејпорвејв као "ироничан и сатиричан или потпуно акцеларацијски"; имајући у виду да је име "vaporwave" и алузија на vaporware, и идеја енергије која се подвргује немилосрдној сублимацији у капитализму.
Критичар Симон Рејнолдс описао је пројекат Chuck Person Данијела Лопатина као нешто што се "веже за културну меморију и закопану идеју о утопији у капиталистичком друштву, посебно оне које се повезују са потрошачком технологијом у пољу компјутера и аудио/видео забаве". Jouhou Desuku Virtual (情報デスクVIRTUAL?, "Виртуелна Радна Површ"), надимак Vektroid, описује свој албум Sapporo Contemporary (札幌コンテンポラリー?, "Модерни Сапоро") као "кратак излет у нове могућности међународне комуникације" и "пародију на америчку хиперконтекстуализацију електронске стране Азије око 1995. године."
Учитељ музике Графтон Танер у својој књизи из 2016. године, Babbling Corpse: Vaporwave and the Commodification of Ghosts, тврди да је вејпорвејв "један уметнички стил, који има за циљ да промени наш однос са електронским медијима, присиљавајући нас да препознамо непознаност свеприсутне технологије." Он наставља говорећи: "Вејпорвејв је музика изван времена и простора, јер је скептична према ономе што је потрошачка култура урадила са простором и временом." У својој рецензији албума mallsoft жанра Hologram Plaza уметника под псеудонимом Disconscious, Дилан Килби из Sunbleach Media рекао да "порекло mallsoft-а лежи у најранијим истраживањима вејпорвејва, где су концепти трговинских центара као великих, бездушних простора конзумеризма пробуђени [...] као средство за проучавање друштвених последица капитализма и глобализације," али да је такав приступ "већином нестао у последњих неколико година и дао предност чистом изражају и истраживању звука".